# Lo specchio della produzione
Lo specchio della produzione (Le Miroir de la Production) è un saggio del 1973 del sociologo e filosofo francese Jean Baudrillard. È una critica sistematica del marxismo.

## Contenuti
La tesi di Baudrillard è che la teoria del materialismo storico di Karl Marx è troppo radicata nelle ipotesi e nei valori dell'economia politica che Marx ha tentato di criticare per fornire un quadro sufficiente per un'azione radicale. La colpa del marxismo sta dando la priorità ai concetti stessi che sostengono il capitale, ad esempio, la necessità, il valore e il lavoro. Sostiene inoltre che la visione marxista non tiene conto del ruolo di segni e dei simboli nel processo di produzione, nonché della crescente importanza della cultura del consumo.
Baudrillard afferma che la critica di Marx all'economia politica si basava su forme di produzione e lavoro. Marx non ha trasceso l'economia politica ma ha semplicemente visto il suo retro o il suo lato speculare (lo "specchio" appunto). Il marxismo rafforza semplicemente le proposizioni di base dell'economia politica. Nelle parole di Baudrillard, "convince gli uomini che sono alienati dalla vendita del loro potere laburista; Quindi censura l'ipotesi molto più radicale che non debbano essere il potere del lavoro". Lo specchio della produzione è l'unico mezzo attraverso il quale l'attività sociale è intelligibile. Baudrillard propone di liberare i lavoratori dal loro "valore del lavoro" e di pensare in termini diversi dalla produzione. I libri sono una critica semiotica dell'economia politica del segno.
Baudrillard sostiene che lo specchio della produzione, in ultima istanza, porta alla fine della produzione stessa. Sostiene che la costante riproduzione dei mezzi di produzione porta a una situazione in cui la produzione diventa ridondante e che questa ridondanza si riflette nella crescente importanza del consumo e nella virtualizzazione dell'economia.